# 不夜城 (小説)
『不夜城』（ふやじょう、SLEEPLESS TOWN）は、馳星周による日本の小説、及びそれを原作とした1998年の日本の映画作品。

## 概要
それまで文芸評論家として活動していた作者の小説家デビュー作である。1996年に第18回吉川英治文学新人賞を受賞した作品であり、1996年度のこのミステリーがすごい!及び週刊文春ミステリーベスト10で共に第1位となった。
単行本の発行部数は30万部程度。2015年12月時点で、角川文庫では32版を重ね、累計では95万部を発行している。
翌1997年に続編『鎮魂歌 不夜城II』が、2004年に完結編となる『長恨歌 不夜城完結編』が出版され、シリーズは完結した。
また、1998年にリー・チーガイ監督、金城武主演で映画化され、作者がビラ配りの男役で出演している。映画化に伴い、山本貴嗣が書き下ろしでコミカライズした。角川コミックス・エースから全1巻。

## あらすじ
東京都新宿区歌舞伎町。日本一の歓楽街として知られる街は今や、中国人たちが勢力争いを繰り広げる街と化していた。
日本と台湾のハーフ・劉健一は、歌舞伎町で故買屋をしながら、中国人の裏社会を器用に渡り歩いていた。そんなある日、かつての仕事のパートナー・呉富春が歌舞伎町に現れた、と聞かされる。
富春は、歌舞伎町を仕切る上海マフィアのボス・元成貴の右腕と称された男を殺し逃げていた。富春の帰還を知った元成貴は、富春は元相棒の健一を頼る筈と睨み、健一に、3日以内に富春を連れて来いと命じる。
そんな健一の元へ、“夏美”と名乗る女が『買って欲しいものがある』と持ちかけてくる。富春のことで手一杯の健一は、そんなことに構っていられないが、“夏美”が売りたいものこそ、呉富春その人であり、そもそも富春が歌舞伎町へ帰ってきた理由は、夏美が助けを求めたからだった。富春を差し出しても自分が助かる見込みはないと感じた健一は、夏美の存在を利用し、富春に元成貴を、別の勢力に富春を殺させようと企む。だが、わずか3日という短期間で企てた計画が完璧に遂行されるはずもなく……二重三重の嘘と裏切り、マフィア同士の牽制、健一が辿り着く結末とは……。

## 登場人物
劉 健一（リウ ジェンイー / りゅう けんいち）
演：金城武
日本と台湾のハーフ、父親が台湾人。30代半ば過ぎ。故買屋をしながら歌舞伎町の中国人裏社会を渡り歩く。台湾人の父が亡くなり、生活に困った母が楊偉民を頼り彼に言われ北京語を学ぶ。その他歌舞伎町で生きていくのに必要な知識を多く学んだが、殺人を犯したことがばれてからは信用を失う。日本名は高橋健一。日本国籍を持っているため、何かと仕事に利用できるが、日本人社会にも中国人社会にもなじめない一匹狼。夏美と知り合い、その魅力に溺れていく。
佐藤 夏美（さとう なつみ）
演：山本未來
本人曰く名古屋で水商売をしている時に呉富春と知り合い、一緒に暮らすようになったが、異様なほどの嫉妬深さと暴力癖に辟易し、呉富春を売ろうと考え健一にコンタクトを取った。残留孤児二世で、幼い頃は中国の小さな町で育った。富春からは「小蓮（シャオリェン）」と呼ばれている。“佐藤夏美”は盗んだパスポートで手に入れた偽りの身分。
呉 富春（ウー フーチュン / ご とみはる）
演：椎名桔平
健一のかつての相棒。日本と中国のハーフ。残留孤児二世で戸籍上の名前は坂本富雄。非常に凶暴で執念深い性格。金で殺しを請け負うようになり、健一とはコンビを解消した。1年前に元成貴の右腕だった男を殺して逃亡していたが舞い戻ってきた。健一に迷惑をかけるからと歌舞伎町には寄り付こうとしていなかったが、夏美に助けを求められ戻った。
楊 偉民（ヤン ウェイミン）
演：郎雄（ラン・シャン）
漢方薬局・誠漢堂の主。健一は単に〈薬屋〉と呼ぶ。台湾人。様々な情報が集まり、その情報を売ることで恩を売っている。健一に北京語を覚えるように言いつけ優しい祖父のような存在だったが、彼らが普段使うのは台湾語であることを教えなかった。健一が呂方を殺めて以降は健一への不信感も少なからずあり、自分や身内（血縁だけでなく同郷の人々も含む）に危険が迫る時は容赦なく健一を切り捨てる非情さを持つ。
元 成貴（ユエン チョンクイ / げん せいき）
演：曾志偉（エリック・ツァン）
上海マフィアのボス。機嫌を損ねると歌舞伎町が暮らしにくい街になると言われるほど強い影響力がある。自分の右腕だった男を殺した呉富春が戻ったと知り、血眼になって探し、健一に3日以内に探せと命じる。表では、大物実業家としての一面もある。
黄 秀紅（ホワン シウホン）
演：周海媚（キャシー・チャウ）
元成貴の情婦。父親は数年前に失脚した党幹部。北京大学から東京大学へ国費留学したが、新宿に居着いてしまった。北京語・上海語・日本語をきれいに話すが、身内で話す時は上海語しか使わない。ギャンブル中毒の出来の悪い弟がいる。
志郎（しろう）
健一の経営するバー〈カリビアン〉従業員。パンクロックに心酔している。トルエンをやりすぎてふらふらになっているところを健一に拾われた。
崔虎（ツイフー / さい こ）
演：修健
狂人と恐れられる北京人。元成貴に立ち向かう北京マフィアを率いる。何をしでかすかわからない凶暴な一面と、健一に依頼された通りに動く影で策略を張り巡らせる知的な一面がある。
徐鋭（シウルイ）
演：程楽人
楊偉民の手下。血の気が多いが臆病者。頭はよく回る。劇場版では少年が登場する。
銭波（チェン ボー）
演：顧暁東
元成貴の側近。暴力的な性格で元からも疎まれる存在。
孫淳（スンチュン）
演：永澤俊矢
名前を聞くだけで誰もが恐れをなす殺し屋。元成貴の側近。中国人民解放軍特殊部隊の出身。
呂方（リューファン）
健一が17歳の時に初めて殺した男。15歳の少年で、一家で楊偉民に養われていたが、生活水準は最低で、半々（パンパン、ハーフのこと）なのに大学進学費用まで出してもらえる健一を一方的に憎んでいた。台湾人の不良少年のリーダー格であったが、日ごろ繰り返していたシンナー中毒者狩りが徒となって暴走族の襲撃を招き、報復に無理やり健一を引き入れようとしたことで殺害されることになった。
ボブ
タイ人。秘密カジノ〈くるみ〉を取り仕切っている。“ボブ”は、タイ語のややこしい名前を覚えられない健一が付けた名前。
遠沢 賢治（とおさわ けんじ）
演：田口トモロヲ
日本人ジャーナリスト。数年前に、歌舞伎町の中国人社会を取材したいと健一にコンタクトを取ってきた。その後、競輪場で再会し、博奕という共通の嗜好が縁で、以来、歌舞伎町の裏社会を取材したい遠沢と遠沢の取材能力を活用したい健一とで、持ちつ持たれつの仲になった。
張 國柱（チャン グオチュー） / 馬 曼玉（マー マンユイ）
百人町で私設の寺院のようなものをやっている老夫婦。商売繁盛を願う台湾人の水商売の女たちが深夜にたくさん訪れる。裏では拳銃の密売をしている。國柱は元軍人。馬曼玉はやり手婆の典型のような女で楊偉民を毛嫌いしている。
金（キム）
在日朝鮮人。パソコンおたくの間で“ゴールドマン”の名で知られる伝説的なハッカーで、アメリカ空軍や中国共産党本部のコンピューターに侵入したこともある。パンチパーマをかければヤクザに見える顔と声をしている。幼児性愛者である弱みを握られたことがきっかけで度々健一の用に使われている。映画版では韓国人ではなく女連れのフィリピン人が登場、夏美のパスポート鑑定を行っている。
周 天文（チョウ ティエンウェン）
演：谷原章介
歌舞伎町で全うな商売をする中国人の集まり“歌舞伎町華人商店組合”の理事の一人。健一より3歳年下。父親は台北出身の料理人、母親は短大の中国文学講師をしている日本人。楊偉民が健一の後釜にと横浜から連れてきたのだが、楊の意に反して健一に懐いてしまい兄のように慕っている。
次郎（じろう）
演：山西惇
新宿駅の地下道に住みつく浮浪者。中央公園でカップルの性行為を覗くのが趣味。元四谷署の警察官だったが、捜査情報を漏らした上にホステスを刺して懲戒免職になった。日常会話程度なら中国語を理解する。
阿明（アミン）
以前は香港レストランに勤めていたが首になり屋台を引いている中国系マレーシア人の点心シェフ。裏で飛ばし携帯の売人をしている。短編集『古惑仔』にも同名の点心シェフ（ただし香港人）が登場する。
程 恒生（チョン フォンション ）
日本の映画を香港に流しているプロモーターにして三合会の一員。数年前、崔虎に面子を潰され、居場所を探っていた。
葉 暁丹（イェ シァオダン）
演：鈴木清順
歌舞伎町で数店のパチンコ屋を経営する老いた台湾人。ほとんど表には出ず悪事にもほとんど関わりはないが、決して堅気とは言えない。1000万円をはした金と言えるほどの財力を有しており、楊偉民が歌舞伎町でのし上がれたのは葉の経済力のおかげ。借金を踏み倒した男に自らは手を汚さず常軌を逸した残虐な制裁を加えた過去があり、これを知る流氓からは「生ける災厄」「怒らせるどころか近づいてもいけない」と恐れられている。
陳錦（チェン ジン）
台湾マフィアのヒットマン。故人。程恒生の父親を銃撃し抗争を勝利させた凄腕だが、その後何者かに殺害された。かつて健一は陳錦が狙っていたターゲットと知らずに外登証を買い取りその人に成りすましていたため、殺害されそうになった。劇場版では出番なし。

## 映画

### 出演
主なキャストについては#登場人物を参照。
- 徐光耀：余為彦
- 葉暁丹の秘書：オン・スイピン
- 葉暁丹のボディーガード：長江英和
- 楊琳：堀ひろこ
- 楊怡：リリィ・イー
- ビラ配りの男：馳星周
- 賭博の客：森田芳光

### スタッフ
- 監督：リー・チーガイ
- エクゼクティブ・プロデューサー：角川歴彦
- プロデューサー：永井正夫、森重晃
- プロデュース：原正人
- 脚色：リー・チーガイ、野沢尚
- 撮影監督：アーサー・ウォン
- 特殊効果：宮田義三、長原佐恵子、会田文彦
- 美術：種田陽平
- 衣装：濱井貴子、立川利江
- 編集：鄭志良、須永弘志
- 音楽：梅林茂
- 音楽プロデューサー：石川光
- 音響効果：倉橋静男
- 助監督：金佑彦、鄭漢強
- 主題歌：B'z『The Wild Wind』
- アクションコーディネーター：深作覚
- アクションディレクター：二家本辰巳
- 配給：東映、アスミック・エース
- 製作：「不夜城」製作委員会（角川書店、東映、住友商事、日本出版販売、博報堂、アミック・エース）

### 受賞歴
- 第16回ゴールデングロス賞優秀銀賞[4]
- 美術：種田陽平
  - 第18回香港電影金像奨最優秀美術監督賞
  - 第22回日本アカデミー賞・優秀美術賞[5]